# Ørnhøj
Ørnhøj – miasto w Danii, w regionie Jutlandia Środkowa, w gminie Herning.